# Teoria jednej psychozy
Teoria jednej psychozy (niem. Einheitspsychose, Universalgenese, ang. unitary psychosis) – zbiorcza nazwa poglądów, których wspólnym mianownikiem jest przekonanie, że różnorodne objawy chorób psychicznych nie są przejawem różnych chorób, ale jednego schorzenia mózgu. Za jej twórcę uważa się Zellera, rozwinęli ją Griesinger i Neumann. Przeciwko teorii jednej psychozy wystąpił Kraepelin. Do koncepcji uniwersalnej genezy schorzeń psychicznych nawiązywali – w niektórych jej aspektach – m.in. Jaspers, Schneider, Ey i inni. Próbę jej reaktywacji w oparciu o tradycję psychoanalityczną podjął Karl Menninger w 1958. W ostatnich latach, wychodząc z przesłanek genetycznych, poparcie dla XIX-wiecznych koncepcji Griesingera zadeklarował m.in. Herbert Y. Meltzer.